# Żywiec gruczołowaty
Żywiec gruczołowaty (Cardamine glanduligera O.Schwarz) – gatunek rośliny należący do rodziny kapustowatych. Jest subendemitem ogólnokarpackim. Poza Karpatami występuje tylko w niewielu miejscach na południowo-wschodniej części niżu.

## Nazewnictwo
W polskiej literaturze gatunek znany pod nazwą żywiec gruczołowaty (Dentaria glandulosa Waldst. & Kit.). Jednak według nowszych ujęć taksonomicznych gatunek ten należy do rodzaju rzeżucha (Cardamine) i jego prawidłowa nazwa to Cardamine glanduligera O.Schwarz.

## Morfologia

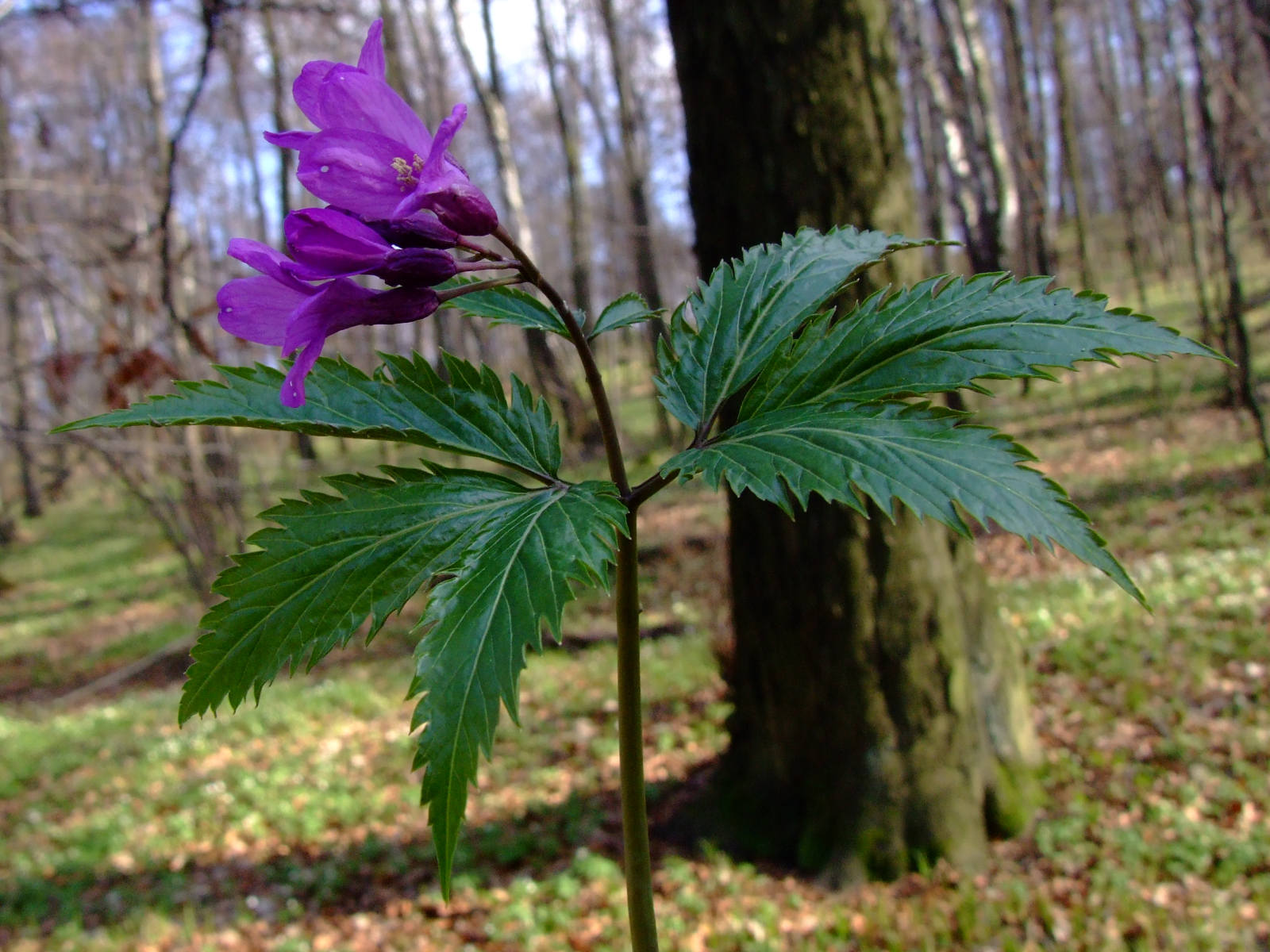
Kwiaty

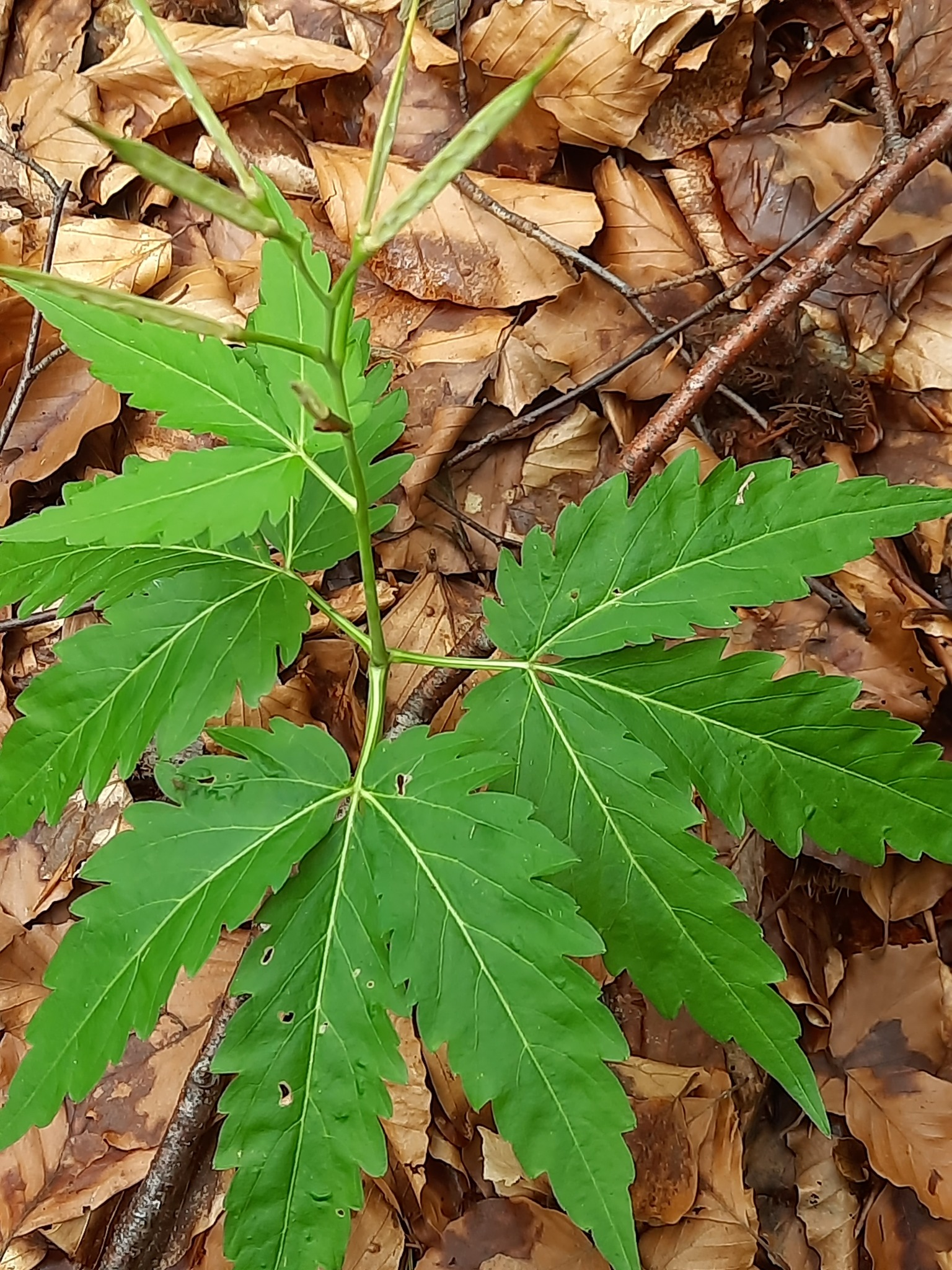
Liście i owoce

ŁodygaWzniesiona, naga, nierozgałęziona, osiąga wysokość 10–30 cm.
LiścieRoślina wytwarza tylko kilka liści: przy ziemi 1 lub 2 liście odziomkowe i na łodydze, w jej górnej części 3 liście tworzące okółek. Wszystkie liście są złożone – dłoniasto trójlistkowe. Poszczególne listki są lśniące, podługowatolancetowate i zaostrzone, a ich brzegi są nierówno ząbkowane. Wyrastają równocześnie z kwiatami.
KwiatyWyrastają na długich szypułkach na szczycie łodygi, tworząc grono zawierające tylko kilka dużych kwiatów. Zarówno kielich, jak i korona są wolne i mają po cztery listki. Płatki korony mają fioletowy kolor, słupek jest jeden, pręcików 6 dwusilnych (4 dłuższe i 2 krótsze).
OwocWydłużona łuszczyna z okrągławymi, ciemnymi nasionami.

## Biologia i ekologia
Bylina, geofit. Kwitnie wiosną (kwiecień), przed rozwojem liści drzew, pod którymi rośnie. Jest owadopylna, ma słaby zapach czosnku. Rośnie przeważnie w lasach liściastych (głównie bukowych), gdzie tworzy często całe łany, ale spotkać ją można także w lasach mieszanych i iglastych. Roślina cieniolubna, typowo leśna. W Tatrach rośnie głównie w reglu dolnym, ale dochodzi aż do wysokości 1500 m n.p.m. Gatunek charakterystyczny dla All. Fagion, Ass. Dentario glandulosae-Fagetum. Liczba chromosomów 2n= 48.